# Chorizagrotis montanus
Chorizagrotis montanus är en fjärilsart som beskrevs av Cook 1930. Chorizagrotis montanus ingår i släktet Chorizagrotis och familjen nattflyn. Inga underarter finns listade i Catalogue of Life.